# Vệ Hoàn công
Vệ Hoàn công (chữ Hán: 衞桓公; trị vì: 734 TCN-719 TCN), tên thật là Cơ Hoàn (姬完), là vị vua thứ 13 của nước Vệ – chư hầu nhà Chu trong lịch sử Trung Quốc.
Vệ Hoàn công là con của Vệ Trang công – vua thứ 12 nước Vệ. Mẹ ông là Đái Quy - người nước Trần, vợ thứ của Vệ Trang công. Năm 735 TCN, Trang công mất, Cơ Hoàn lên nối ngôi, tức là Vệ Hoàn công.
Năm 722 TCN, em Trịnh Trang công là Thái thúc Đoạn khởi binh định cướp ngôi vua Trịnh, bị Trịnh Trang công giết. Con Thái thúc Đoạn là Công Tôn Hoạt chạy sang nước Vệ cầu cứu.
Vệ Hoàn công tin theo lời Công Tôn Hoạt, bèn mang quân đánh Trịnh, chiếm đất Lâm Diên. Trang công bèn báo cáo với nhà Chu, rồi mượn quân thiên tử Chu Bình Vương, cùng quân nước Quắc tiến sang nước Vệ, đánh thắng quân Vệ ở Nam Bỉ. Vệ Hoàn công phải xin cầu hòa, cùng nước Trịnh ăn thề.
Vệ Hoàn công tin dùng người em là công tử Châu Dụ, thường cho đi theo mỗi khi ra ngoài. Năm 719 TCN, Châu Dụ tập hợp những kẻ vô lại, đánh úp giết chết Vệ Hoàn công cướp ngôi.
Vệ Hoàn công ở ngôi được 16 năm. Cơ Châu Dụ lên nối ngôi.